# Eric Rzepecki
Eric Rzepecki, nascido Stanisław Rzepecki (Poznan, 20 de janeiro de 1913 — Rio de Janeiro, 27 de março de 1993) foi um maquiador polaco radicado no Brasil. 
Cursou Filosofia até o segundo ano e frequentou escola de cadetes. Foi voluntário durante a Segunda Guerra Mundial, depois de capturado foi levado à Rússia e trocado por prisioneiros alemães. Na Alemanha ficou preso por mais de três anos nos campos de concentração.

## Fase inglesa
Em julho de 1943 conseguiu fugir e, depois de passar por vários países, acabou chegando à Inglaterra onde entrou em contato com o cinema e iniciou seu aprendizado em maquiagem para cinema com os profissionais ingleses, tendo como mentores: Len Gard e George Blakner. Ainda na Inglaterra, chegou a maquiar estrelas como Lilli Palmer, James Mason, Stewart Granger e Vivian Leigh. Isso, além de ter trabalhado para diretores como Bernard Shaw - tendo atuado como 13º assistente de maquiagem no filme em tecnicolor Antônio e Cleópatra. 
Foi na Inglaterra que Eric conheceu o diplomata e ativista cultural Pascoal Carlos Magno, então embaixador do Brasil em Londres, que o trouxe para o Brasil em dezembro de 1946. 

## Fase brasileira
No dia seguinte à sua chegada, ele já assinava contrato com o Estúdio Cinema Cinédia. Daí em diante, passou pelos grandes estúdios de cinema brasileiros: Atlântida Cinematográfica, Companhia Cinematográfica Vera Cruz, Herbert Richers. Do cinema, ele foi para a TV, tendo trabalhado na TV Rio, TV Excelsior, TV Tupi e TV Globo onde foi apresentado por Dercy Gonçalves e ficou por quase 30 anos como chefe de maquiagem coordenando e ensinando dezenas de profissionais. Prova disso é o título de "Cidadão Carioca" recebido em 1972 pelos serviços prestados à comunidade artística da cidade. 
Conhecido como maquiador das estrelas, ele foi responsável pela maquiagem da maioria das produções globais no período. Passaram por suas mãos habilidosas todos os grandes atores e atrizes brasileiros daquele período: Glória Menezes, Tarcísio Meira, Dina Sfat, Regina Duarte, Yoná Magalhães, Sônia Braga, Elizabeth Savalla, Vera Fischer, Ney Latorraca, Fernanda Montenegro, Tônia Carrero. Com 40 anos de carreira e uma ampla bagagem de experiência e vivência profissional, Eric realizou em 1983 um dos seus maiores sonhos - lançar uma griffe de cosméticos que levasse a sua assinatura e os seus conhecimentos na arte de maquiar, a exemplo do grande maquiador de Hollywood seu contemporâneo, Max Factor. 